# Едуар Даладие
Едуар Даладие (на френски: Édouard Daladier) (18 юни 1884 – 10 октомври 1970) е френски политик, историк, радикалсоциалист, държавник, министър-председател на Франция през 1933 – 34 и 1938 – 40 г.
Взема дейно участие в сключването на Мюнхенското споразумение от 1938 г., представлявайки Франция на форума. Като депутат се обявява против Европейската отбранителна общност и Парижките споразумения от 1954 г.

## Биография
Роден е в Карпантра̀, Воклюз. По-късно става известен като „воклюзкия бик“, тъй като има голям врат и рамене, както и решителен поглед. През Първата световна война воюва на фронта, израства в ранга от редник до капитан и ротен командир.
През 1924 – 1928 г. започва политическата си кариера на различни министерски длъжности. След встъпването си в партията на радикалните социалисти, става един от нейните лидери. В течение на 1933 и 1934 е начело на правителството. Управлението му е белязано с въоръжени сблъсъци между представители на крайно десни и крайно леви партии в Париж. На 6 февруари 1934 г., след неуспяло щурмуване на зданието на парламента на Франция от бойци на профашистките организации „Огнени кръстове“ (на френски: Les Croix de Feu), „Аксион франсез“ (на френски: Action française) и др., Даладие подава оставка.
В новото правителство на Народния фронт 1936 г. той поема военното министерство. След падането на правителството на Народния фронт на 10 април 1938 г. отново става министър-председател. През 1938 г. участва в сключването на Мюнхенското споразумение, като се отказва от съюзнически ангажименти по отношение на Чехословакия. През март 1940 г. подава оставка.
След окупацията на Франция от нацистка Германия Деладие бяга във Френско Мароко заедно с други членове на правителството, но там е арестуван и предаден на съда, иницииран от правителството на Виши. Пратен е в затвор във Франция от 1940 г. През април 1943 г. е депортиран в Германия, където отначало е затворен в Бухенвалдския концлагер, а от май 1943 г. – в замъка-затвор в Австрия Itter Castle до края на Втората световна война.
След края на войната Даладие става член на Палатата на депутатите, в опозиция на Шарл де Гол. Заемал е и длъжността кмет на Авиньон (1953 – 1958).
Погребан е в гробището Пер Лашез.